# Урок історії (фільм)
«Урок історії» (рос. Урок истории) — радянсько-болгарський художній фільм 1956 року, знятий режисерами Лео Арнштамом, Хрісто Пісковим, Михайлом Роммом

## Сюжет
1933 рік. Георгій Димітров приїжджає в Берлін, щоб налагодити зв'язки з розташованими там болгарськими комуністами. Нацистські керівники докладають усіх зусиль, щоб зломити опір комуністів. Герінг задумує провокацію: під час підпалу Рейхстагу його людину повинні зловити з квитком члена компартії. Рейхстаг у вогні, провокатор Ван дер Люббе і депутат Рейхстагу Торглер заарештовані. Починаються масові репресії проти комуністів. В руки нацистського суду потрапляє і Димітров. Однак в залі суду робітники, в числі яких Генріх Ланге, доводять надуманість звинувачення. Націонал-соціалісти змушені виправдати Димітрова. Радянський уряд надає йому право політичного притулку.

## У ролях
- Стефан Савов —  Георгій Димітров
- Цвєтана Арнаудова —  Парашкева Димітрова
- Іван Тонєв —  Стефчо Димітров, молодший брат Георгія
- Велта Ліне —  Генріх Ланге, робітник-комуніст
- Геннадій Юдін —  Ільза Ланге
- Борис Бурляєв —  Віллі Ланге
- Аполлон Ячницький —  Адольф Гітлер
- Юрій Аверін —  Герман Герінг
- Едуард Багаров —  Йозеф Геббельс
- Петро Берьозов —  Генріх Гіммлер
- Микола Волков —  граф Вольф Гельдорф
- Георгій Калоянчев —  ван дер Люббе, палій Рейхстагу
- Костянтин Нассонов —  Ернст Тельман
- Яніс Осіс —  Бюнгер, голова суду
- Іван Соловйов —  Фогт, слідчий
- Євген Кузнєцов —  Вернер, прокурор
- Андрій Файт —  Зак, захисник
- Володимир Яковлєв —  Хельмер, офіціант
- Сергій Ценін —  німецький банкір
- Харій Авенс —  німецький робітник  (немає в титрах)
- В'ячеслав Гостинський —  шарфюрер  (немає в титрах)
- Володимир Кириллін —  секретар суду  (немає в титрах)
- Віктор Кулаков —  Карване, депутат рейхстагу  (немає в титрах)
- Валентин Кулик —  Скрамовіц, начальник охорони Герінга  (немає в титрах)
- Євген Тетерін —  Макс, підпільник  (немає в титрах)
- Борис Терентьєв —  підпільник  (немає в титрах)
- Володимир Цоппі —  член суду  (немає в титрах)
- Петро Рєпнін —  відвідувач в ресторані  (немає в титрах)

## Знімальна група
- Режисер — Лео Арнштам, Хрісто Пісков, Михайло Ромм
- Сценарист — Лео Арнштам
- Оператори — Іоланда Чен, Олександр Шелєнков
- Композитор — Кара-Караєв
- Художники — Олексій Пархоменко, Олександр Грозєв